# 바스 훈장

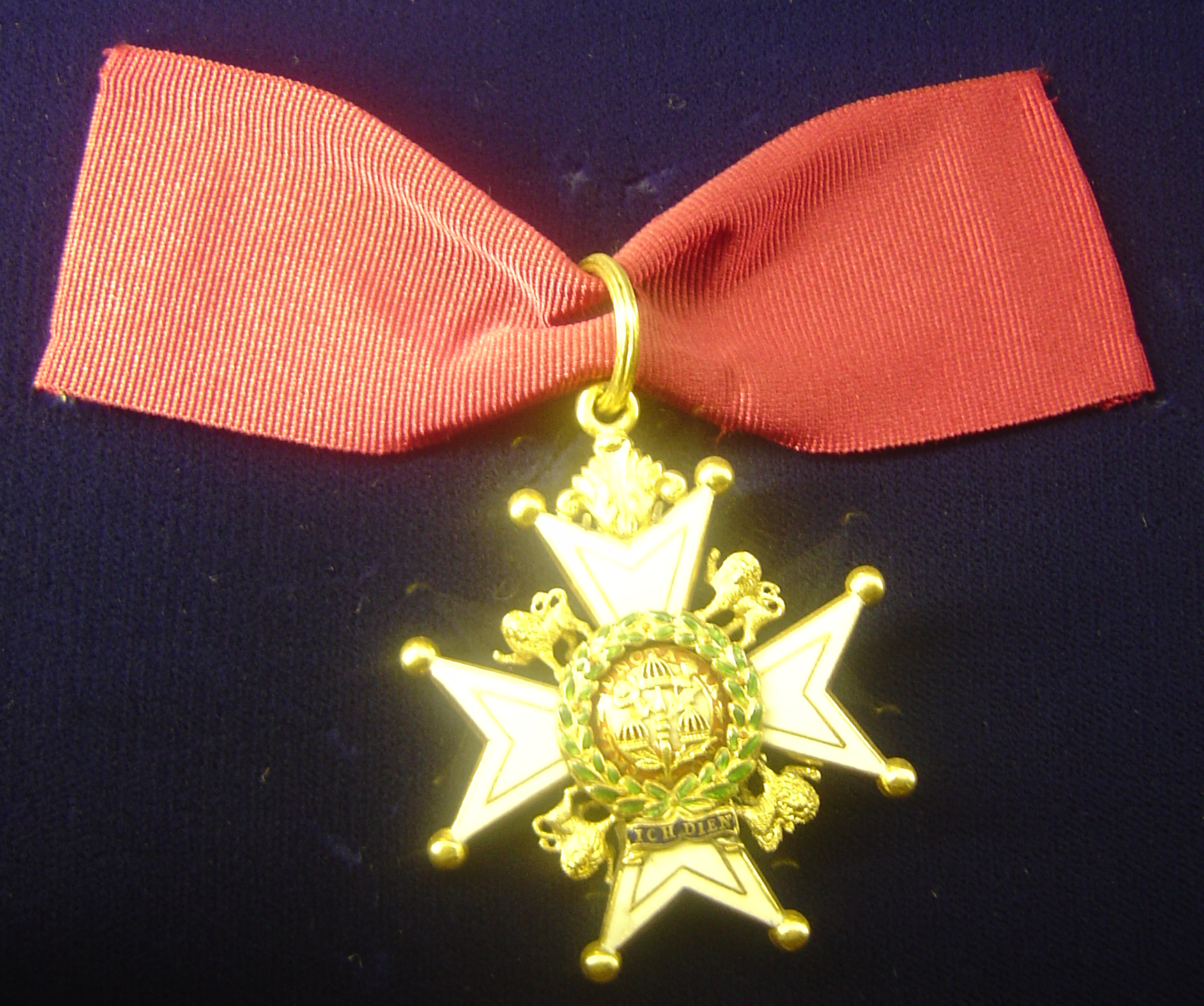
바스 훈장의 군용 기장

1등급(GCB) 수훈자가 받는 군 훈장의 그림

바스 훈장(영어: Order of the Bath)은 영국의 기사단 훈장이다. 이 훈장은 조지 1세에 의해 1725년 5월 18일에 제정되었다. 이 훈장은 1128년에 처음 언급되었으며, 훈장의 이름은 기사가 임명되기 전날에 사람들이 밤을 새며 단식, 기도와 목욕(Bath)을 했던 옛날의 한 의식에서 유래되었다고 한다. 공식 명칭은 'The Most Honourable Order of the Bath'이다.

## 훈장의 수여 대상
군인을 포함한 영국 연방의 공무원, 외국의 국가원수에게는 1등급(GCB)을 수여한다.

## 훈장의 등급
시민(Civil) 분야와 군인 분야로 나뉘며, 1815년의 등급체계 개편 이후 다음과 같이 3등급으로 차등되어 수여된다.
- 1등급: Knight Grand Cross · Dame Grand Cross(GCB)
- 2등급: Knight Commander(KCB - 남성), Dame Commander(DCB - 여성)
- 3등급: Companion(CB)

## 한국인 상훈자
- 2004.?? 노무현 대통령(1등급 GCB)

- 2013.11.6 박근혜 대통령(1등급 GCB)

- 2023.11.21 윤석열 대통령(1등급 GCB)

## 주해
1. ↑  여기서 시민은 군인이 아닌 공무원을 의미한다.

## 같이 보기
- 분류:바스 훈장 대십자 기사